# 2018年日本グランプリ (4輪)
2018年日本グランプリ（2018 Japanese Grand Prix）は、2018年のF1世界選手権第17戦として、2018年10月7日に鈴鹿サーキットで開催された。
鈴鹿での日本グランプリ開催30回目を迎える本レースは本田技研工業がタイトルスポンサーに就任し、正式英文名称は「FORMULA 1 2018 HONDA JAPANESE GRAND PRIX」、正式和文名称は「2018 FIA F1 世界選手権シリーズ 第17戦 Honda日本グランプリレース」となった。

## レース前
本レースでピレリが供給するドライタイヤのコンパウンドは、ミディアム、ソフト、スーパーソフトの3種類。今年もスズカ・ヴォイスFMで三日間連続の生中継が行われた。今年は鈴鹿グランプリ30周年ということで、中嶋一貴、佐藤琢磨といった元ドライバーによるゲスト解説付きの実況であった。

## フリー走行
フリー走行3回目でニコ・ヒュルケンベルグが大クラッシュを喫し、このクラッシュにより赤旗が出されてそのままセッションは終了したが、エステバン・オコンは十分な減速を行わなかったため3グリッド降格が決まった。

## 予選
2018年10月6日 15:00 JST(UTC+9)　曇り時々雨、ハーフウェット。
台風25号の影響による雨と風の中、ルイス・ハミルトンがポールポジションを獲得し、通算80回目のポールポジションとなった。メルセデス勢は2戦連続でフロントローを独占した。地元鈴鹿に向けて「スペック3」を本格投入したホンダのパワーユニットを使用したトロロッソのブレンドン・ハートレイが6番手、ピエール・ガスリーが7番手と今季最高の予選結果を記録した。終盤に雨が降ったこととタイヤ戦略を間違えたことから、フェラーリはまたしてもメルセデスにラップタイムで大差をつけられ、セバスチャン・ベッテルは9番手(エステバン・オコンの3グリッド降格により、決勝は8番グリッドからのスタート)に沈んだ。Q1ではマーカス・エリクソンのクラッシュにより赤旗中断となり、Q2ではダニエル・リカルドがスロットルアクチュエーターのトラブルによりタイムを記録できず、15番手に終わった。

### 結果
| Pos.                | No. | ドライバー                 | コンストラクター                | Q1       | Q2       | Q3       | Grid |
| ------------------- | --- | -------------------------- | ------------------------------- | -------- | -------- | -------- | ---- |
| 1                   | 44  | ルイス・ハミルトン         | メルセデス                      | 1:28.702 | 1:28.017 | 1:27.760 | 1    |
| 2                   | 77  | バルテリ・ボッタス         | メルセデス                      | 1:29.297 | 1:27.987 | 1:28.059 | 2    |
| 3                   | 33  | マックス・フェルスタッペン | レッドブル-タグ・ホイヤー       | 1:29.480 | 1:28.849 | 1:29.057 | 3    |
| 4                   | 7   | キミ・ライコネン           | フェラーリ                      | 1:29.631 | 1:28.595 | 1:29.521 | 4    |
| 5                   | 8   | ロマン・グロージャン       | ハース-フェラーリ               | 1:29.724 | 1:29.678 | 1:29.761 | 5    |
| 6                   | 28  | ブレンドン・ハートレイ     | トロ・ロッソ-ホンダ             | 1:30.248 | 1:29.848 | 1:30.023 | 6    |
| 7                   | 10  | ピエール・ガスリー         | トロ・ロッソ-ホンダ             | 1:30.137 | 1:29.810 | 1:30.093 | 7    |
| 8                   | 31  | エステバン・オコン         | フォース・インディア-メルセデス | 1:29.899 | 1:29.538 | 1:30.126 | 11 1 |
| 9                   | 5   | セバスチャン・ベッテル     | フェラーリ                      | 1:29.049 | 1:28.279 | 1:32.192 | 8    |
| 10                  | 11  | セルジオ・ペレス           | フォース・インディア-メルセデス | 1:30.247 | 1:29.567 | 1:37.229 | 9    |
| 11                  | 16  | シャルル・ルクレール       | ザウバー-フェラーリ             | 1:29.706 | 1:29.864 |          | 10   |
| 12                  | 20  | ケビン・マグヌッセン       | ハース-フェラーリ               | 1:30.219 | 1:30.226 |          | 12   |
| 13                  | 55  | カルロス・サインツ         | ルノー                          | 1:30.236 | 1:30.490 |          | 13   |
| 14                  | 18  | ランス・ストロール         | ウィリアムズ-メルセデス         | 1:30.317 | 1:30.714 |          | 14   |
| 15                  | 3   | ダニエル・リカルド         | レッドブル-タグ・ホイヤー       | 1:29.806 | No Time  |          | 15   |
| 16                  | 27  | ニコ・ヒュルケンベルグ     | ルノー                          | 1:30.361 |          |          | 16   |
| 17                  | 35  | セルゲイ・シロトキン       | ウィリアムズ-メルセデス         | 1:30.372 |          |          | 17   |
| 18                  | 14  | フェルナンド・アロンソ     | マクラーレン-ルノー             | 1:30.573 |          |          | 18   |
| 19                  | 2   | ストフェル・バンドーン     | マクラーレン-ルノー             | 1:31.041 |          |          | 19   |
| 20                  | 9   | マーカス・エリクソン       | ザウバー-フェラーリ             | 1:31.213 |          |          | 20 2 |
| 107% time: 1:34.911 |     |                            |                                 |          |          |          |      |
| ソース:             |     |                            |                                 |          |          |          |      |

追記
- ^1 - オコンはFP3で赤旗が出された際に十分な減速を行わなかったため、3グリッド降格とペナルティポイント2点が加算された(合計2点)[13][7]
- ^2 - エリクソンは決勝前に6戦以内のギアボックス交換と規定を超えるパワーユニット交換(3基目のバッテリー(ES))を行ったため15グリッド降格[14][15][16]

## 決勝
2018年10月7日 14:10 JST(UTC+9) 快晴、ドライ。
スポンサー変更により、鈴鹿グランプリ30周年のロゴとともにホンダの看板がストレートに並んだ。今年からスポンサーが変更されたこと、アロンソの鈴鹿ラストラン、鈴鹿グランプリ30周年記念、元ドライバーによるイベントなどが好要因となって過去最低であった前年の観客動員数を上回った。前年に引き続き今年も決勝日の観客8万人でチーム旗やチェッカーフラッグのミニチュアを振るといった行事が行われた。
ルイス・ハミルトンは全く問題のない走行でポール・トゥ・ウィンを果たし、ドライバー選手権でベッテルとの差を67ポイントまで広げることに成功した。バルテリ・ボッタスが2位に続き、メルセデスが今季4度目の1-2フィニッシュを達成した。マックス・フェルスタッペンは5秒のペナルティを受けながらも僅差でダニエル・リカルドを振り切り3位であった。リカルドは15番手スタートから4位でフィニッシュし、レッドブル勢としては3戦連続となるドライバー・オブ・ザ・デイを獲得した。一方でフェラーリ勢はフェルスタッペンの接触でレースを破壊され、キミ・ライコネンは5位、セバスチャン・ベッテルは6位で終わり両者表彰台すら逃すこととなった。この結果により、ハミルトンのタイトルが次戦アメリカGPにて確定する可能性が浮上した。

### 展開
オープニングラップはポールポジションのハミルトンが蹴り出しの良いスタートで先行し、後ろではフェルスタッペンがボッタスに一瞬並びかけるも、ボッタスが2番手を守り切った。
そのフェルスタッペンは同ラップ中にシケインで止まりきれずにコースオフし、その隙をついてキミ・ライコネン（フェラーリ）に抜かれそうになるがやや強引にポジションを守った。だが、コースオフから復帰する際、結果的にライコネンに接触してしまったため、安全な形でコースへ復帰しなかったと判断され、5秒のタイム加算ペナルティを科された。後方からは8番手のスタートのベッテルが攻防を繰り広げた両者に接近し、ライコネンをパスして4番手に浮上。
予選で好結果を出したトロロッソ・ホンダ勢はスタートで失敗し、ピエール・ガスリーは何とか予選グリッドと同じ7番手で1周目を終えたが、ブレンドン・ハートレイは何台かにパスされ、10番手に後退した。順位が激しく入れ替わる展開でオープニングラップを終えた。また、中団ではケビン・マグヌッセン（ハース）とシャルル・ルクレール（ザウバー）が接触。マグヌッセンはリヤタイヤをパンクさせ、ルクレールもフロントウイングなどを破損した。両者は早くもピットストップを強いられた。
この接触により西ストレート、シケイン、メインストレートなど各所にバーストしたタイヤの破片やマシンパーツが飛び散ったため、セーフティカーが出動した。8周目にレースが再開。ベッテルはターン1でフェルスタッペンに仕掛ける様子を見せるも、オーバーテイクには至らなかった。ベッテルはこの後スプーンコーナーでフェルスタッペンのインを突いたが、ここで両者は接触し、ベッテルのマシンからは大きなパーツが飛び、ベッテルはスピンを喫して最後尾までポジションを落とした。
この後は大きな波乱はなく、それぞれのマシンがタイヤ交換を実施。最終的には35周目で15番手からスタートしたリカルドが4番手、ベッテルが6番手までポジションを上げ、普段通りトップ3チームが上位6台を占める展開となった。そのうち、トロロッソ勢は、タイヤ交換を遅らせたことが仇となり、他のマシンにアンダーカットされる結果となってしまい、トロロッソがコースに戻った位置はハートレイが17番手、ガスリーが15番手と後方になってしまった。そのうち、ルクレールはタイヤが厳しかったようで2度目のピットストップを実施、だが、その直後にトラブルが発生し、ルクレールは40周目にセクター2でマシンを止めてしまった。これでVSC（バーチャルセーフティカー）となったが、すぐに解除された。
レース後半に入ると、ソフトタイヤを履いて3番手を走るフェルスタッペンのペースが良く、終盤残り10周となる頃には、周回遅れに引っかかったボッタスの背後1秒以内にまで追いついた。先頭を走るハミルトンは終盤になっても好ペースを維持し、この頃にはボッタスとのギャップが10秒近く開いた。
ハミルトンはその差を縮められることもなく、今シーズン9勝目かつポール・トゥ・ウィンを挙げた。ボッタスがポジションを守りきり2位を確保。フェルスタッペンはボッタスを捉えたが攻略までには至らず、3位のままレースを終えた。4位リカルド、5位にライコネンと続き、タイトルを争うベッテルは6位となった。以下セルジオ・ペレス（フォース・インディア）、ロマン・グロージャン（ハース）、エステバン・オコン（フォース・インディア）、カルロス・サインツJr.（ルノー）までが入賞となった。最後の日本GPを迎えたフェルナンド・アロンソ（マクラーレン）は14位だった。
ガスリーは10位まで浮上したものの、終盤タイヤが厳しくなった影響で残り3周の時点でサインツJr.にオーバーテイクを許し11位。ハートレイも最後まで前を走るマシンに抑えられて13位でレースを終えた。また、3位表彰台を得たフェルスタッペンは結果的にフェラーリのレースを妨害することとなったが、シーズン序盤のような彼に非があるミスではなかったため、目立たないレベルのブーイングで収まっていた。だがフェルスタッペンは1年間の合計ペナルティポイントが8となり、1レース出場停止まであと4ポイントと迫った。
前戦ロシアGPの影響でチーム内に不協和音が生じたかと思われたメルセデスだが、終わってみれば全てのセッションでメルセデス勢がワンツーを記録するという完勝を果たし、改めてチームの団結力と強さを示す結果となった。一方、フェラーリはタイヤ戦略のミス、ベッテルは接触というミスを犯した。その結果、ドライバー選手権でベッテルは残りのGPを全て優勝しなければ逆転出来ない状況に追い込まれ、コンストラクターズ選手権でフェラーリはさらに窮地へと追い詰められた。また、ボッタスとライコネンはこの時点で今季のワールドチャンピオンの可能性が完全に消滅することとなった。

### 結果
| Pos.    | No. | ドライバー                   | コンストラクター                | 周回数 | タイム/リタイア原因 | Grid | Pts. |
| ------- | --- | ---------------------------- | ------------------------------- | ------ | ------------------- | ---- | ---- |
| 1       | 44  | ルイス・ハミルトン           | メルセデス                      | 53     | 1:27:17.062         | 1    | 25   |
| 2       | 77  | バルテリ・ボッタス           | メルセデス                      | 53     | +12.919             | 2    | 18   |
| 3       | 33  | マックス・フェルスタッペン 1 | レッドブル-タグ・ホイヤー       | 53     | +14.295             | 3    | 15   |
| 4       | 3   | ダニエル・リカルド           | レッドブル-タグ・ホイヤー       | 53     | +19.495             | 15   | 12   |
| 5       | 7   | キミ・ライコネン             | フェラーリ                      | 53     | +50.998             | 4    | 10   |
| 6       | 5   | セバスチャン・ベッテル       | フェラーリ                      | 53     | +1:09.873           | 8    | 8    |
| 7       | 11  | セルジオ・ペレス             | フォース・インディア-メルセデス | 53     | +1:19.379           | 9    | 6    |
| 8       | 8   | ロマン・グロージャン         | ハース-フェラーリ               | 53     | +1:27.198           | 5    | 4    |
| 9       | 10  | エステバン・オコン           | フォース・インディア-メルセデス | 53     | +1:28.055           | 7    | 2    |
| 10      | 55  | カルロス・サインツ           | ルノー                          | 52     | +1 Lap              | 13   | 1    |
| 11      | 31  | ピーエル・ガスリー           | トロ・ロッソ-ホンダ             | 52     | +1 Lap              | 11   |      |
| 12      | 9   | マーカス・エリクソン         | ザウバー-フェラーリ             | 52     | +1 Lap              | 20   |      |
| 13      | 28  | ブレンドン・ハートレイ       | トロ・ロッソ-ホンダ             | 52     | +1 Lap              | 6    |      |
| 14      | 14  | フェルナンド・アロンソ 2     | マクラーレン-ルノー             | 52     | +1 Lap              | 18   |      |
| 15      | 2   | ストフェル・バンドーン       | マクラーレン-ルノー             | 52     | +1 Lap              | 19   |      |
| 16      | 35  | セルゲイ・シロトキン         | ウィリアムズ-メルセデス         | 52     | +1 Lap              | 17   |      |
| 17      | 18  | ランス・ストロール 3         | ウィリアムズ-メルセデス         | 52     | +1 Lap              | 14   |      |
| Ret     | 16  | シャルル・ルクレール         | ザウバー-フェラーリ             | 38     | スピンオフ          | 10   |      |
| Ret     | 27  | ニコ・ヒュルケンベルグ       | ルノー                          | 37     | パワーユニット      | 16   |      |
| Ret     | 20  | ケビン・マグヌッセン         | ハース-フェラーリ               | 8      | 接触ダメージ        | 12   |      |
| ソース: |     |                              |                                 |        |                     |      |      |

ファステストラップ
- セバスチャン・ベッテル - 1:32.318 (53周目)

ラップリーダー
- 1-53=ルイス・ハミルトン

追記
- ^1 - フェルスタッペンはターン17でライコネンと接触したため、5秒ペナルティ(ピットインで消化)とペナルティポイント1点が加算された(合計8点)[23][24]
- ^2 - アロンソはストロールに押し出された後、トラックに戻った際にアドバンテージを得たため、5秒ペナルティ(ピットインで消化)とペナルティポイント1点が加算された(合計3点)[25][26]
- ^3 - ストロールはターン16でアロンソと接触してコース外へ押し出したため、5秒ペナルティ(ピットインで消化)とペナルティポイント2点が加算された(合計6点)[27][26]

## 第17戦終了時点のランキング
|  | 順位 | ドライバー                 | ポイント |
|  | ---- | -------------------------- | -------- |
|  | 1    | ルイス・ハミルトン         | 331      |
|  | 2    | セバスチャン・ベッテル     | 264      |
|  | 3    | バルテリ・ボッタス         | 207      |
|  | 4    | キミ・ライコネン           | 196      |
|  | 5    | マックス・フェルスタッペン | 173      |

|  | 順位 | コンストラクター          | ポイント |
|  | ---- | ------------------------- | -------- |
|  | 1    | メルセデス                | 538      |
|  | 2    | フェラーリ                | 460      |
|  | 3    | レッドブル-タグ・ホイヤー | 319      |
|  | 4    | ルノー                    | 92       |
|  | 5    | ハース-フェラーリ         | 84       |

- 注：ドライバー、コンストラクター共にトップ5のみ表示。